# Джой Адамсон
Фрідеріке Вікторія Ґеснер (Friederike Victoria Gessner; 1910, Опава — 1980), відома як Джой А́дамсон (нім. Joy Adamson) — австрійська натуралістка, екологиня, захисниця тварин, ілюстраторка, художниця та письменниця. Всесвітньо відома роботою з левами, а потім з гепардами та леопардами. Авторка автобіографії.

## Біографія
Народилась в місті Троппау (Австро-Угорщина), з 1938 року жила в Кенії. Всесвітню відомість завоювала роботою з левами, а потім з гепардами та леопардами. Цілеспрямованість та глибоко продуманий експеримент з повернення до вільного життя дикої тварини, вирощеної людиною, має велике значення як один з методів збереження зникаючих видів тварин. 
Авторка багатьох популярних книг про природу та тваринний світ Африки. Організаторка Фонду Ельси та Фонду Піппи, головна задача якого — переселення в національні парки та резервати тварин, які в рідних місцях проживання є вимираючими. 
Як художниця займалась ілюстраціями до книг про флору східної Африки, виконала багато малюнків, які мають великий етнографічний інтерес (національний одяг, маски, портрети вождів, шаманів, знахарів етнічних груп північної Кенії).